# Saipa Tiba
El SAIPA Tiba (gacela en Idioma persa) es un automóvil iraní fabricado por la firma Saipa Group, presentado al público en el año 2008 originalmente como "Miniator". El modelo, tanto de presentación como de serie, se basa en la plataforma mecánica "S81".

## Comercialización
Su precio se ha estimado en menos de US$10,000. Como plataforma mecánica, el coche porta una mecánica mejorada del KIA Pride, pero los aspectos sobre su seguridad son relativamente desconocidos, así como la fabricante (Saipa) no ha enviado algún ejemplar para ser probado por una firma experta en evaluación NCAP, y no hay evidencias de que las pruebas de colisión respectivas las haya hecho por sí misma. En su producción, se han subcontratado los servicios de al menos 122 productores locales, los cuales elaboran al menos 810 partes de las requeridas en su fabricación.
Para su producción, la SAIPA ha creado una nueva subsidiaria (Kashan Saipa), la cual asumirá el aumento en la production de dicho modelo. Se espera por parte del fabricante que la participación en el porcentaje de ventas de las exportaciones de la SAIPA llegue a cerca del 20% en el año 2011.

## Descripción

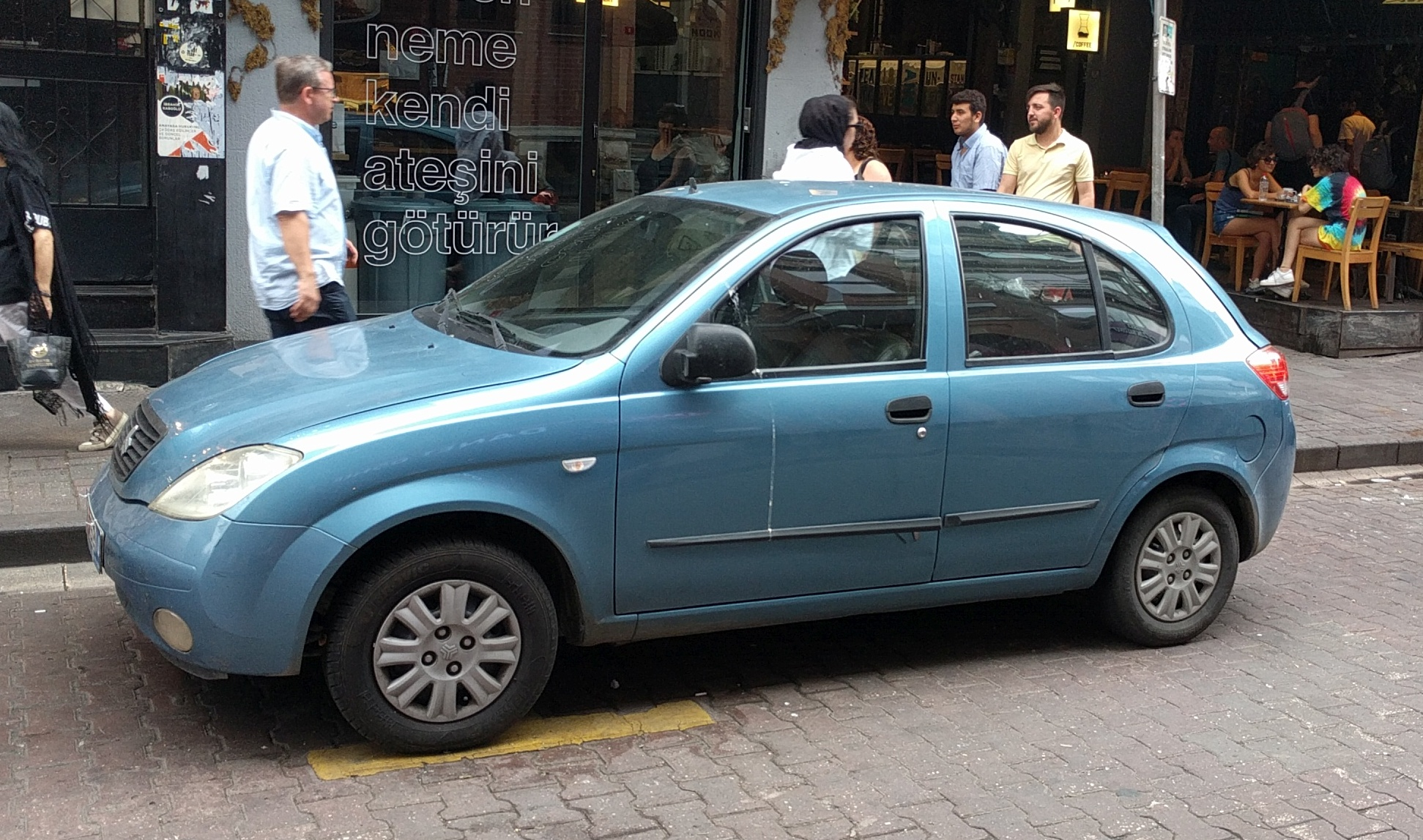
Un SAIPA Tiba, coche hecho en Irán.

Está montado sobre la mecánica modificada del KIA Pride, pero el Tiba es propulsado por un motor diferente, derivado del usado en el Pride, de 80 caballos (60 kW) y de 1497 de cilindraje, el cual va acoplado a una caja de 5 velocidades de tipo manual. Dichos componentes fueron modificados por la firma germana FEV para deucir su gasto energético, y cuentan con un consumo de combustible de 5.6 litros/100 km en autopista, y de 7.2 litros/100 km en ciudad. Su equipamiento es de nivel básico, cuenta con un radio con reproductor de CD, tecnología antirrobo y asientos ajustables, además de faros de luz frontal y de ventanas eléctricas delanteras.
Los aspectos de seguridad del coche son deficientes, tan sólo cuenta con una sola bolsa de aire para el conductor, y un sistema de frenado ABS básico instalados en toda la línea de modelos. Aparte de este aspecto, la configuración del coche se puede modificar al momento de la compra, pudiéndose solicitar la adición de elementos como una bolsa de aire para el pasajero, junto a otra clase de accesorios como elevavidrios traseros, termóstato regulador de temperatura en el habitáculo, aire acondicionado, rines en aluminio y mando de apertura de puertas/encendido remoto.

## Especificaciones técnicas
| Motorización | Caballos de potencia (HP/RPM) | Torque (N.m/RPM) |
| ------------ | ----------------------------- | ---------------- |
| SOHC 1.5L    | 80/5200                       | 126/3200         |

## Variantes
SAIPA Miniator
Modelo presentado en el Autoshow de Teherán en el año 2007, se basa en la mecánica del coche surcoreano KIA Pride, pero con amplias mejoras en cuanto a cilindraje, reducción de peso y durabilidad.
SAIPA Tiba
Variante de producción en serie. De carrocería sedán, e incorpora la mecánica S81; ampliamente basada en la del KIA Pride, pero con mejoras que le diferencian específicamente (un motor de mayor cubicaje y una caja de marchas mecánica de desarrollo local, diferente a la del coche surcoreano).
SAIPA Tiba 211 (Hatchback)
Recientemente presentada en una ceremonia presidida y organizada por la firma constructora SAIPA, es la versión hatchback del SAIPA Tiba. Se presume que compartirá el mismo motor que su homónimo sedán. A la fecha aún no se ha especificado su posible precio, aunque la SAIPA ha sugerido que su presentación y venta se realicen en un futuro cercano.